# Hocine Chettabi
Hocine Chettabi, (en arabe : حسين شطابي) né en 1928 et mort le 22 novembre 2020, est un maquisard algérien pendant la Guerre d'Algérie.

## Biographie
Né en 1928, il a commencé son militantisme en 1945 avant de rejoindre la lutte armée durant la Guerre d'Algérie, de 1954 à 1962 aux côtés de Krim Belkacem en tant que chef de la Nahya (région) d'Ait Yahia Moussa. Il a participé à la bataille du 6 janvier 1959 ou il a été blessé par le napalm.
Après l'indépendance de l'Algérie en 1962, il occupe le poste de responsable du bureau de l'Organisation nationale des Moudjahidines à Ait Yahia Moussa. Il est décédé le 22 novembre 2020.